# Haus Lorenz
Haus Lorenz ist eines der Winzerhäuser der Lößnitz, es steht im Radebeuler Stadtteil Oberlößnitz in der Weinbergstraße 28. Es ist nach der Besitzerfamilie Oswald Lorenz benannt. Diese besaß das Anwesen von 1891 bis 1937 und betrieb dort ab etwa 1900 eine Gärtnerei.

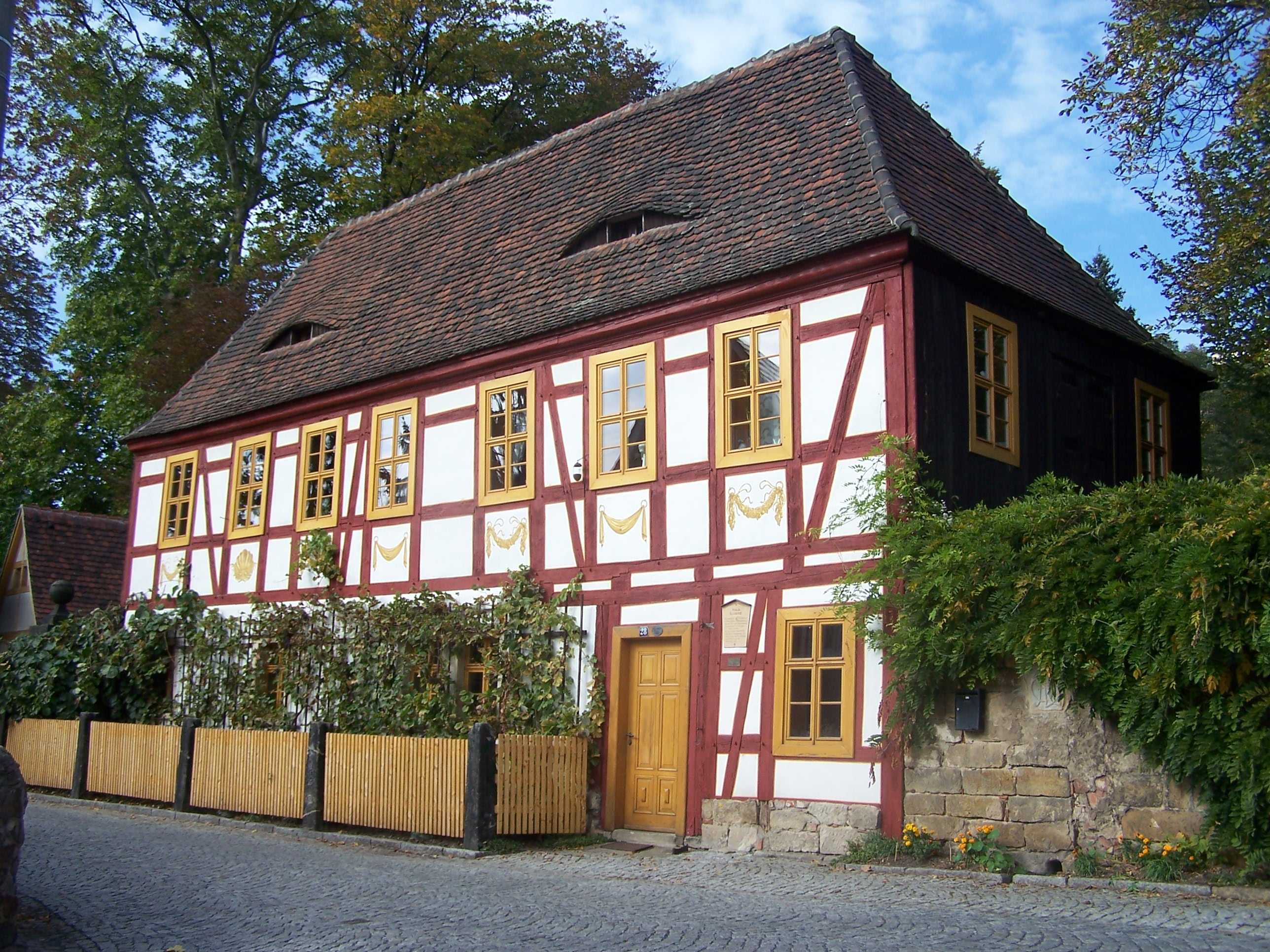
Haus Lorenz mit Vorgarteneinfriedung

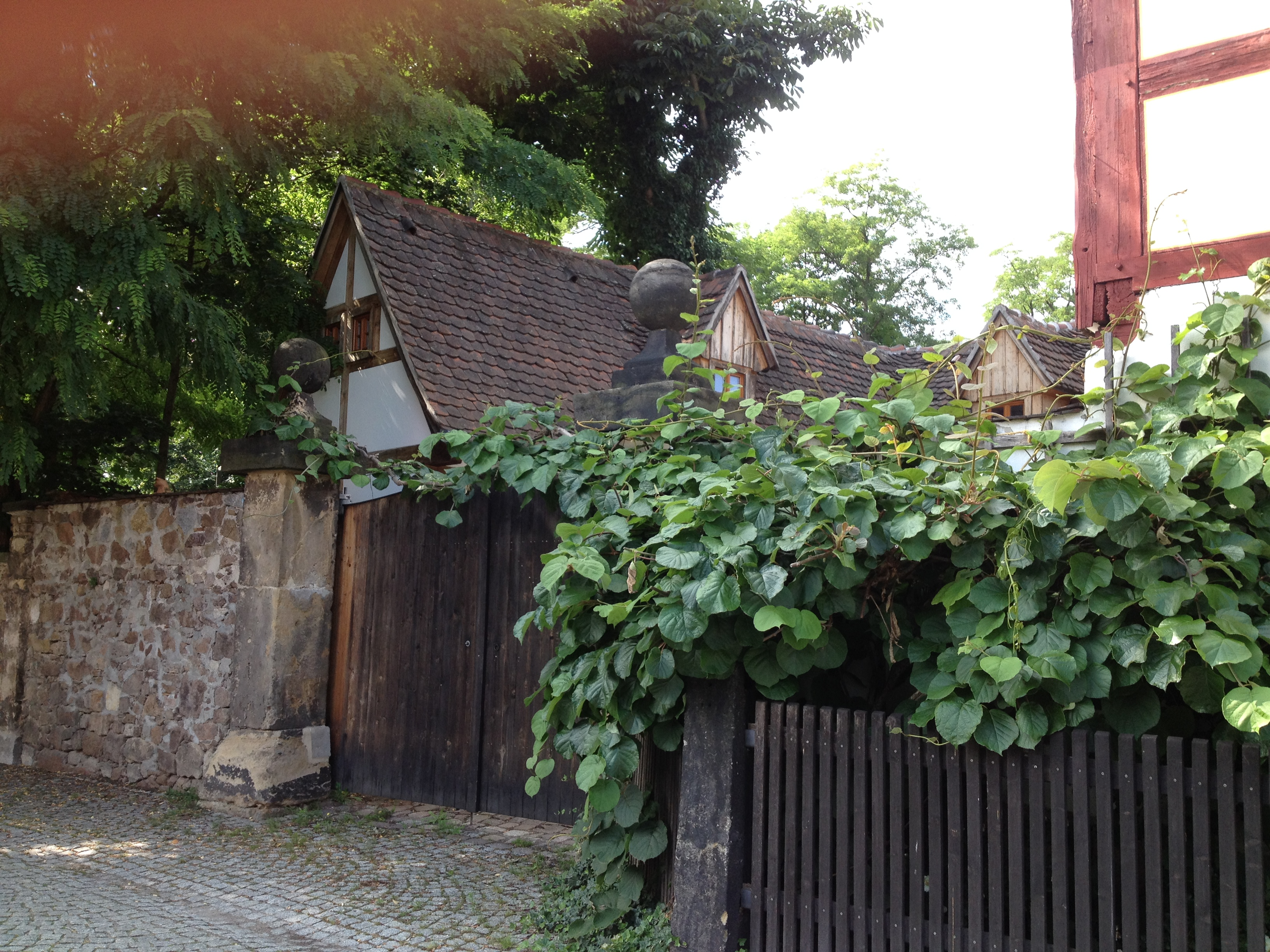
Tor auf der linken Seite

Haus Lorenz liegt innerhalb des Denkmalschutzgebiets Historische Weinberglandschaft Radebeul und gilt als „Zeugnis für den jahrhundertelangen Weinbau in der Lößnitz, baugeschichtlich und ortsgeschichtlich von Bedeutung“. Bereits zu DDR-Zeiten, spätestens 1973, wurde es zum Denkmal der Architektur in Radebeul erklärt.

## Beschreibung

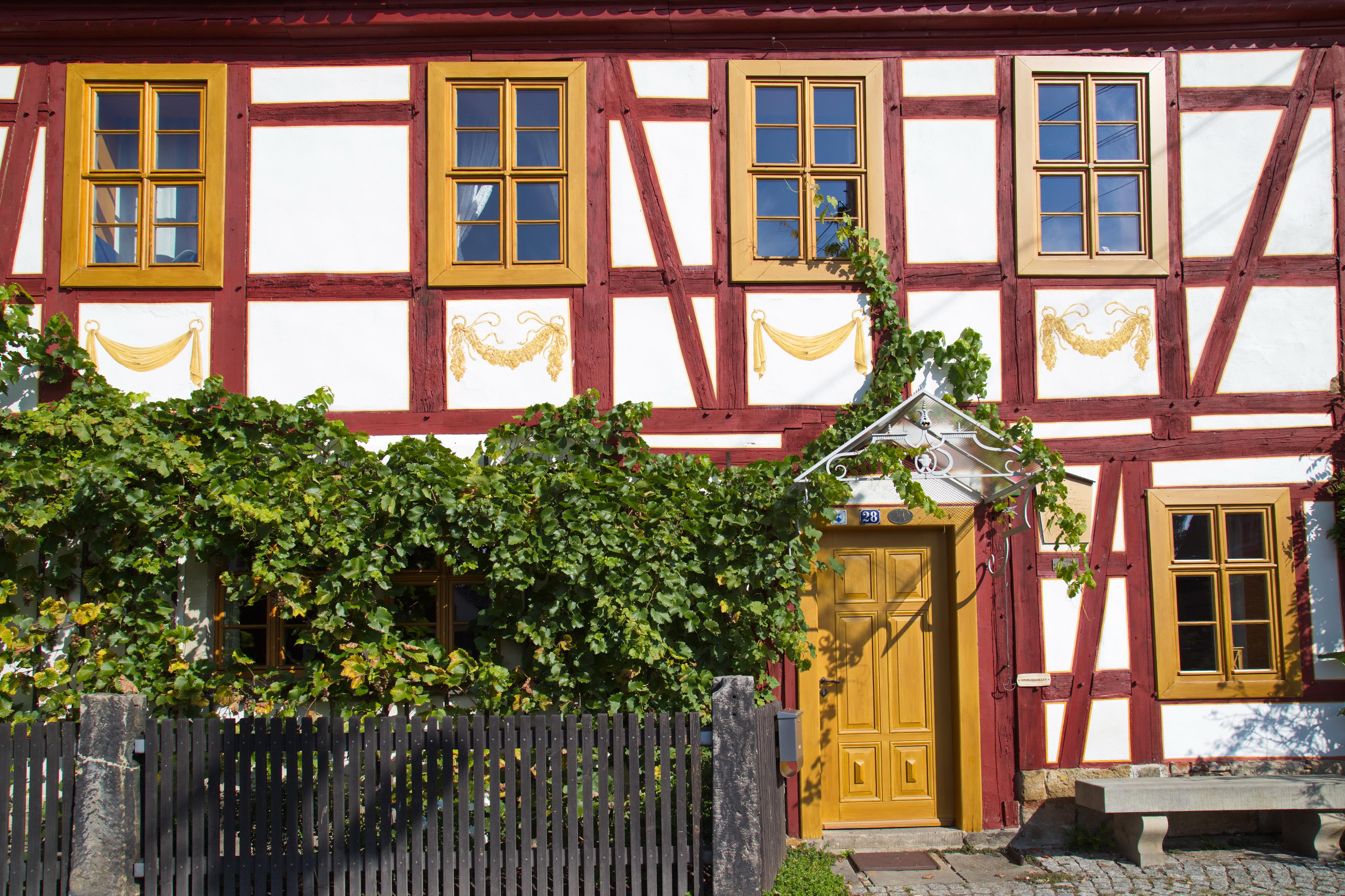
Details von Fachwerk und Bemalung

Das mit seitlicher Toranlage, Einfriedungsmauern sowie Vorgarteneinfriedung denkmalgeschützte Fachwerkhaus, als charakteristisches Beispiel seiner Art im Dehio aufgeführt, wurde um 1680 erbaut. Der heutige, annähernd ursprünglich erhaltene Zustand, entspricht dem Aussehen von etwa 1800, das seit 1998 vorsichtig wiederhergestellt wurde. Das zweigeschossige Winzerhaus hat ein hohes, mit handgestrichenen Biberschwänzen gedecktes Ziegel-Walmdach, ein Firstständerbau mit Mittellängsunterzug, der bis auf das Rähm noch original erhalten ist. Das Haus steht mit seiner Längsseite zur Straße direkt auf der Fluchtlinie der sich rechts und links anschließenden, den Straßenraum begrenzenden Natursteinmauern. In diesen befindet sich im Westen ein Tor zwischen zwei Sandsteinpfeilern mit Kugelaufsätzen.
Auf einem sandsteingewölbten Keller, der etwa zwei Drittel des Grundrisses einnimmt und in dem sich noch die Sandsteinbänke für die Weinfässer befinden, steht ein größtenteils massives, aus Bruchstein bestehendes, Erdgeschoss, in dem sich der Pressraum, die Winzerwohnung mit einer schwarzen Küche und zwei Wohnräumen befanden sowie zwei Kleintierställe.
Das heute über eine Holztreppe erreichbare Obergeschoss enthielt die Wohnung des Weinbergsbesitzers, die wohl ursprünglich über einen nach Norden liegenden Laubengang erschlossen war, worauf das heute nach Norden hin abgeschleppte Dach hinweist. Im Obergeschoss befindet sich neben der eigentlichen Wohnung auch noch ein Saal, der Reste der originalen Bemalung bewahrt.
Im Obergeschoss zeigt das Gebäude Sichtfachwerk mit einer restaurierten Bemalung der Putzfelder zur Straßenseite hin, das Erdgeschoss  zeigt um die Eingangstür ebenfalls Sichtfachwerk, auf dem geputzten massiven Rest befinden sich nach Süden Weinspaliere.

## Geschichte

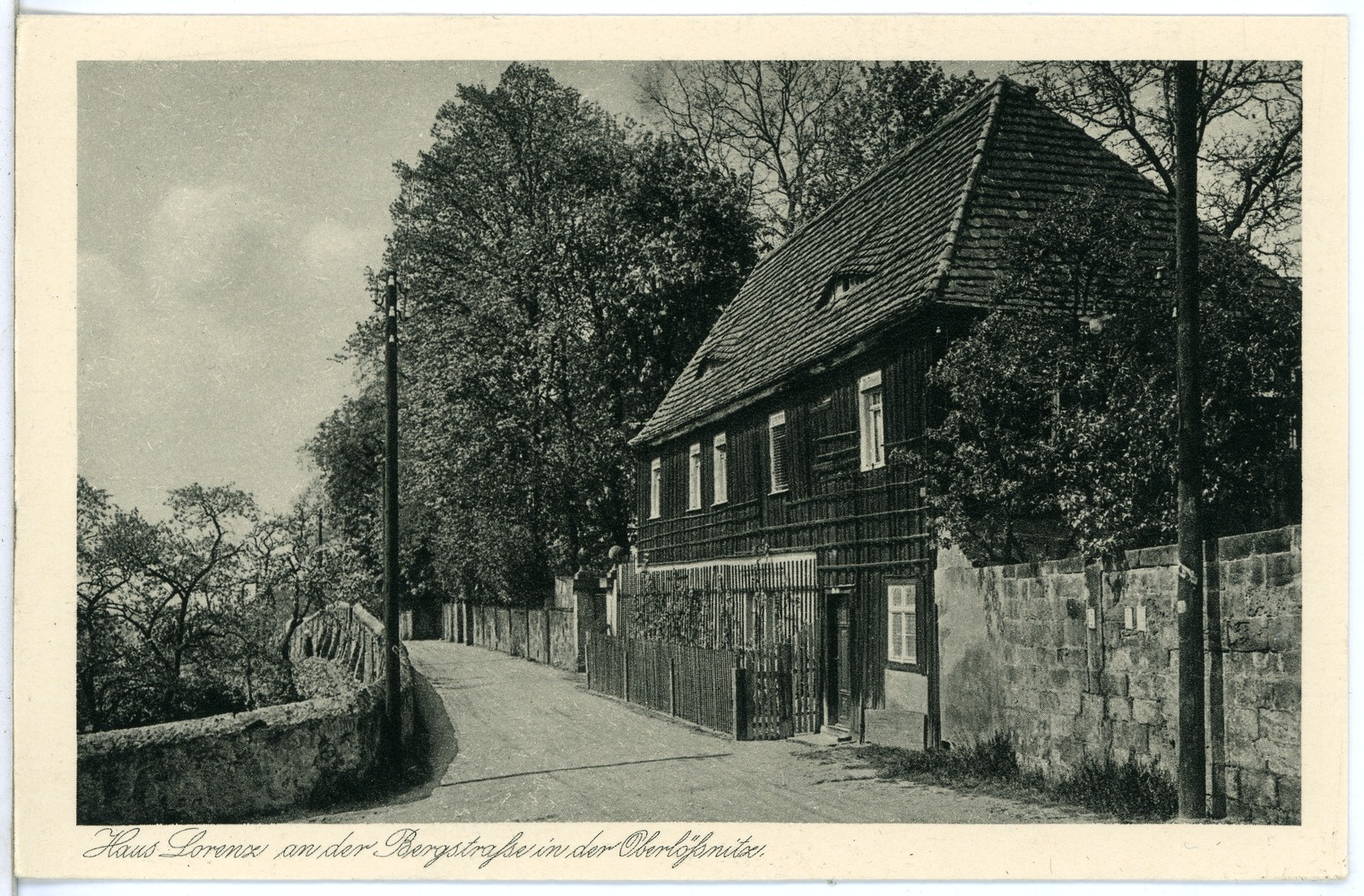
Haus Lorenz 1925

Auf einer Karte von Hans August Nienborg aus dem Jahr 1714 ist das erste Winzerhaus an dieser Stelle bereits eingezeichnet. Gegen 1800 entstand daraus das dem heute gezeigten Zustand entsprechende Winzerhaus, das 1813 in einer Notiz des Oberrittmeisters v. Carlowitz, des seinerzeitigen Besitzers von Haus Friedland in der Bennostraße, als Neubau erwähnt wurde.
Da das Anwesen eigene Brunnen besaß, war es als einziges auf der heutigen Weinbergstraße nicht an die historische, im Jahr 1625 in Betrieb genommene hölzerne Straken-Wasserleitung zur Hoflößnitz angeschlossen.
Die sich auf dem Grundstück befindliche Gärtnerei wurde bis 1992 betrieben und dann aufgegeben. 1998 begann die denkmalgerechte Sanierung, die unter anderem die bis dahin vorgesetzten Verbretterungen entfernte sowie diverse zugesetzte Fenster wieder öffnete.
Die Bauherren erhielten im Jahr 2010 den Bauherrenpreis der Stadt Radebeul für die beispielhafte Sanierung. Haus Lorenz ist eines von fünf Gebäuden in Radebeul, das durch die Deutsche Stiftung Denkmalschutz eine direkte Förderung erhielt (Stand 2016: Haus Fliegenwedel, Mohrenhaus, Meinholdsches Turmhaus, Haus Lorenz, Kulturbahnhof Radebeul Ost).